# Rusalka (film, 1910)
För andra betydelser, se Rusalka.
Rusalka (ryska: Русалка) är en rysk dramafilm från 1910, regisserad av Vasilij Gontjarov. Filmens handling baserades på Pusjkins oavslutade pjäs med samma namn, vilken i sin tur byggde på folkmyten om att en drunknad flicka kunde förvandlas till sjöjungfru.

## Rollista
- Vasilij Stepanov – mjölnaren
- Aleksandra Gontjarova – Natalja, hans dotter
- Andrej Gromov – prinsen [3]